# Alexander von Nordmann

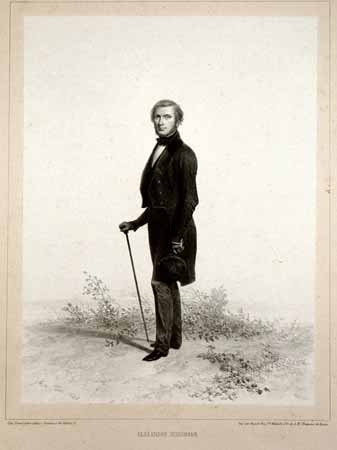
Alexander von Nordmann

Alexander von Nordmann (* 24. Mai 1803 Ruotsinsalmi/Svensksund bei Kotka; † 25. Juni 1866 in Helsinki/Helsingfors) war ein Zoologe, Botaniker und Paläontologe aus Finnland, das damals Teil des Russischen Kaiserreichs war. Sein offizielles botanisches Autorenkürzel lautet „Nordm.“

## Leben und Wirken
Alexander von Nordmanns Muttersprache war Schwedisch, er lernte außerdem Deutsch und Russisch sowie später Französisch und Latein. Im Jahr 1832 wurde er nach Studien in Åbo (finnisch Turku) (mit Promotion zum Dr. phil.) und Berlin (mit Promotion zum Dr. med.) Lehrer für Naturgeschichte, Zoologie und Botanik am Lyzeum Richelieu in Odessa. 1834 wurde er Konservator am botanischen Garten in Odessa. Alexander von Nordmann gründete eine Hochschule für Gartenbau und eine Abteilung für Seidenraupenzucht. Er untersuchte die Flora und die Fauna Südrusslands und des Balkans und ist Erstbeschreiber zahlreicher Arten.
Ein Jahr nach dem Tod seiner Frau Helena durch die Cholera – der Ehe entstammen fünf Kinder – kehrte er 1849 von Odessa nach Finnland zurück und wurde Professor für Naturgeschichte und später für Zoologie an der Universität Helsinki. Er war Mitglied von 29 wissenschaftlichen Gesellschaften (darunter seit 1855 der Leopoldina) und Verfasser von 58 Publikationen.

## Dedikationsnamen
Nach ihm ist seit 1842 die Nordmanntanne (Abies nordmanniana) benannt, die er 1835 im Kaukasus nordöstlich von Bordschomi im heutigen Georgien entdeckt hatte. Auch die Pflanzengattung Nordmannia Ledeb. ex Nordm. aus der Familie der Raublattgewächse (Boraginaceae) ist ihm zu Ehren benannt.
Im Jahr 1863 benannte Benedykt Dybowski einen Fisch Abramis nordmannii zu seinen Ehren, der heute als Synonym für die Zährte (Vimba vimba (Linnaeus, 1758)) betrachtet wird. Auch bei der 1904 von Grigore Antipa beschriebenen Art Alosa Nordmanni handelt es sich um ein Synonym für Alosa tanaica (Grimm, 1901). Henri Milne Edwards ehrte ihn 1840 in der Ruderfußkrebse-Art Euryphorus nordmanni, in der Seeläuse-Art Lepeophtheirus nordmanni und 1841 in der Aplousobranchia-Art Aplidium nordmanni. Gotthelf Fischer von Waldheim bedachte ihn 1842 in der Schwarzflügel-Brachschwalbe (Glareola nordmanni). Auch die Grünschwanz-Glanzstar-Unterart (Lamprotornis chalybaeus nordmanni (Hartert, E & Neumann, 1914)) wurde nach ihm benannt. Alexander von Keyserling und Johann Heinrich Blasius nannten 1840 Mus nordmanni ein Synonym für die Hausmaus (Mus musculus Linnaeus, 1758) und Sminthus nordmanni ein Synonym für Steppenbirkenmaus (Sicista subtilis (Pallas, 1773)). Tord Tamerlan Teodor Thorell widmete ihm 1870 die Kreuzspinnenart (Araneus nordmanni). Anders Johan Malmgren beschrieb 1866 die Phyllodocida-Art Glycinde nordmanni, Heinrich Rathke 1837 die Asellota-Art Jaera nordmanni, Sven Ludvig Lovén 1835 Onychopoda-Art Evadne nordmanni, Oskar Henrik Carlgren 1921 die Actiniidae-Art Epiactis nordmanni. und Knud Hensch Stephensen 1931 die Gammaridea-Art Stenula nordmanni.

## Mitgliedschaften
1838 wurde von Nordmann von Félix Édouard Guérin-Méneville als Mitglied Nummer 148 der Société Cuvierienne vorgestellt. 1835 wurde er korrespondierendes Mitglied der Russischen Akademie der Wissenschaften und 1860 der Académie des sciences.

## Publikationen (Auswahl)
- Alexander von Nordmann in Adolph Erman: Kapitel I. Vögel, II. Säugethiere, III. Amphibien, IV. Fische in Reise um die Erde durch Nord-Asien und die beiden Oceane, in den Jahren 1826, 1829 und 1830. Naturhistorischer Atlas. G. Reimer, Berlin 1835, S. 1–26 (books.google.de).